# 邦阿西楠省

邦阿西楠省

邦阿西楠省（英語：Pangasinan Province, 咱人話：蜂牙絲蘭省），是一個位於菲律賓呂宋島的省份。首府為林加延。
根據地圖顯示方位，其位於呂宋島的北部，向北的位置為拉乌尼翁省；向西的位置為南中國海；向東的位置為新怡詩夏省；向南的位置則是面對三描禮士省。

## 簡介
- 隸屬地區：伊羅戈
- 時區：GMT+8
- 使用語言：英語、他加祿語、邦阿西楠语、Ilokano、Bolinao
- 人口：2,645,395人[1]
- 面積：5,368.82平方公里

## 历史
菲律宾的邦阿西楠省，中国古代称之为冯嘉施兰国，又作傍佳施栏、傍佳施兰、傍加施兰、傍家施兰、彭家施阑、邦仔系兰、房仔系兰等，位于林加延（Lingayen）一带。明朝永乐年间，与中国有较密切政治关系。永乐四年（1406年）八月，国王嘉马银等来朝，永乐帝赐与钞币。永乐六年（1408年）七月，其首领玳瑁、里欲2人各率其属来朝，贡方物，永乐赐2人钞各百锭、文绮六表里。
在16世紀中國海盜林鳳曾在此建立小王國，後被西班牙併入菲律賓中。

## 行政區域
邦阿西楠省劃分為44個自治市及4個城市。

### 城市
- 阿拉米諾斯，咱人話＂亞南棉洛示＂（Alaminos）
- 达古潘，咱人話＂拉牛坂＂（Dagupan）
- 聖卡洛斯，咱人話＂仙加洛示＂（San Carlos）
- 烏達內塔，咱人話＂烏丹尼沓＂（Urdaneta）

### 自治市
- 阿格諾，咱人話＂渥諾＂（Agno）
- 阿吉拉爾（Aguilar）
- 艾卡拉（Alcala）
- 安達（Anda）
- 亞新岸（Asingan）
- Balungao
- 巴尼（Bani）
- Basista
- 包蒂斯塔（Bautista）
- 巴顏邦（Bayambang）
- 敏那洛蘭（Binalonan）
- Binmaley
- 博利瑙（Bolinao）
- Bugallon
- 布爾戈斯（Burgos）
- Calasiao
- Dasol
- 因凡塔（Infanta）
- 拉布拉多（Labrador）
- Laoac
- 林加延，咱人話＂凌牙淵＂（Lingayen）- 首府
- 馬比尼（Mabini）
- Malasiqui
- 馬納瓦格，咱人話＂瑪那渥＂（Manaoag）
- Mangaldan
- Mangatarem
- Mapandan
- Natividad
- 波索魯維奧（Pozorrubio）
- 羅薩萊斯，咱人話＂羅沙禮示＂（Rosales）
- 聖法比安（San Fabian）
- 聖哈辛托，咱人話＂仙夏申道 ＂（San Jacinto）
- 聖曼努埃爾（San Manuel）
- 聖尼古拉斯（San Nicolas）
- San Quintin
- 聖巴巴拉（Santa Barbara）
- 聖瑪利亞（Santa Maria）
- 聖托馬斯（Santo Tomas）
- 施順（Sison）
- 蘇阿爾（Sual）
- 岱育（Tayug）
- Umingan
- Urbiztondo
- 比利亞西斯（Villasis）

## 延伸阅读
[在维基数据编辑]
 《欽定古今圖書集成·方輿彙編·邊裔典·馮嘉施蘭部》，出自陈梦雷《古今圖書集成》
 《明史卷三百二十三》，出自《明史》